# جاي تي جي
 جيسون أنثوني بول  (بالإنجليزية: JTG)‏ مصارع أمريكي محترف كان يصارع سابقا بالدبليو دبليو أي تحت اسم جاي تي جي.

## مسيرته في المصارعة

### المصارعة الحرة الترفيهية
بول بدأ مسيرته في لدبليو دبليو أي سنة 2006 تحت اسم ذا نيجوبروهبي وكان في فريق مع زميله شاد جاسبارد وسمي الفريق ب (نجوم المجموعة) وفازو ببطولة أوهايو للفرق الزوجية، وفي 2006 أنتقل الفريق من عرض مصارعة أوهايو إلى عرض الراو تحت اسم كرايم تايم، وقد غير اسمه وأصبح جاي تي جي وضهرو أول مرة في راو بتاريخ 2006/9/6 , وفي يوم 19 أكتوبر 2006 فاز كرايم تايم على بطلا الفرق (ميكي وجوني) , وفي عرض سايبر ساندي فاز كرايم تايم على كل من لانس كيد وتارفير موردتش وعلى تشارلي هاز وفيسكيرا، وبعدها بدأ فريق كرايم تايم بسرقة أغراض وأشياء المصارعين وبيعها للجماهير، وبعدها تمكن كرايم تايم من الفوز على فريق (أفضل فريق بالتاريخ) , وشاركو في راسلمينيا في مباراة باتل رويل للفرق 

و بعد حادثة موت فينس ماكمان منع كرايم تايم بالمشاركة في المباريات لبعض الأسابيع، وفي يوم 29 يونيو في عرض سماك داوون خسر كرايم تايم مباراة فرق، وفي يوم 2 سبتمبر 2007 أنتهى عقد كل من جاي تي جي و شاد جاسبارد من الدبليو دبليو أي.

## دائرة مستقلة
ذهب بول وجاسبارد معا إلى أتحاد يسمى مصارعة جيرسي في أكتوبر 2007 وصاراعا تحت اسم  كرايم تايم  وفازا على فريق ديرتي روتن وبقيا في الأتحاد لمدة سنة كاملة.

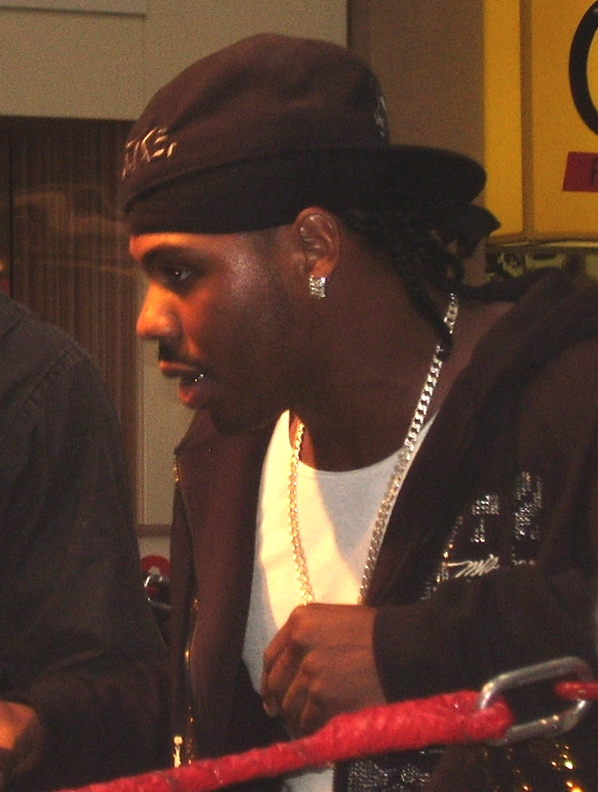
جاي تي جي في مارس 2007.

## العودة إلى الدبليو دبليو إي

### الأتحاد والعدأ مع شاد
في 31 مارس 2008 عاد كرايم تايم إلى الدبليو دبليو أي مرة أخرى وفازا على لانس كايد وتارفير موردوتش في أول مباراة لهم على التلفاز منذ ستة أشهر 
.
بدأ كرايم تايم يتاعونان مع جون سينا منذ عرض الراو 2008/6/30 وساعدو سينا على تحطيم سيارة جي بي أل أثناء مبارته معه وقال سينا أنه كون فريقا معهما يسما فريق (سي تي سي)  CTC  أي كرايم تايم سينيشن وبعدها بدأ كرايم تايم العدأ مع بطلا الفريق تيد ديبياسي وكودي رودز وحاولو سرقة الأحزمة منهم، ولكنهم خسرو المبارة ضدهم وبعدها دخل جاي تي جي غي رويل رمبل 2009 وتحمل حوالي 12 دقيقة ولكن تم أقصائه من قبل أندرتيكر، وفي يوم 26 يناير حاول كرايم تايم الفوز ببطولة الفرق من جون موريسون وذا ميز ولكنهم فشلو، 

و في 15 أبريل 2009 أنتقل كرايم تايم إلى سماك داوون وحاولو الفوز على فريق (جيري شو) بيج شو وكريس جيريكو في عرض سمر سلام2009 ولكنهم خسرو المبارة بعد الفوز على ذا هارت داينسستي وفي عرض راسلمينيا شاركا في مباراة باتل رويل ولكن لم يفز أحدهما 

وفي يوم 2 أبريل 2010 خسر كرايم تايم بسرعة ضد جون موريسون وأر تروث مما جعل شاد يهاجم جاي تي جي وقد تواجه الأثنان في عرض  Extreme Rules  في مباراة الحبل وقد فاز جاي تي جي بالمبارة، وفاز شاد في مباراة الرد على جاي تي جي في عرض  Superstars  , وفي 10 نوفمبر أنتهى عقد شاد من الدبليو دبليو أي.

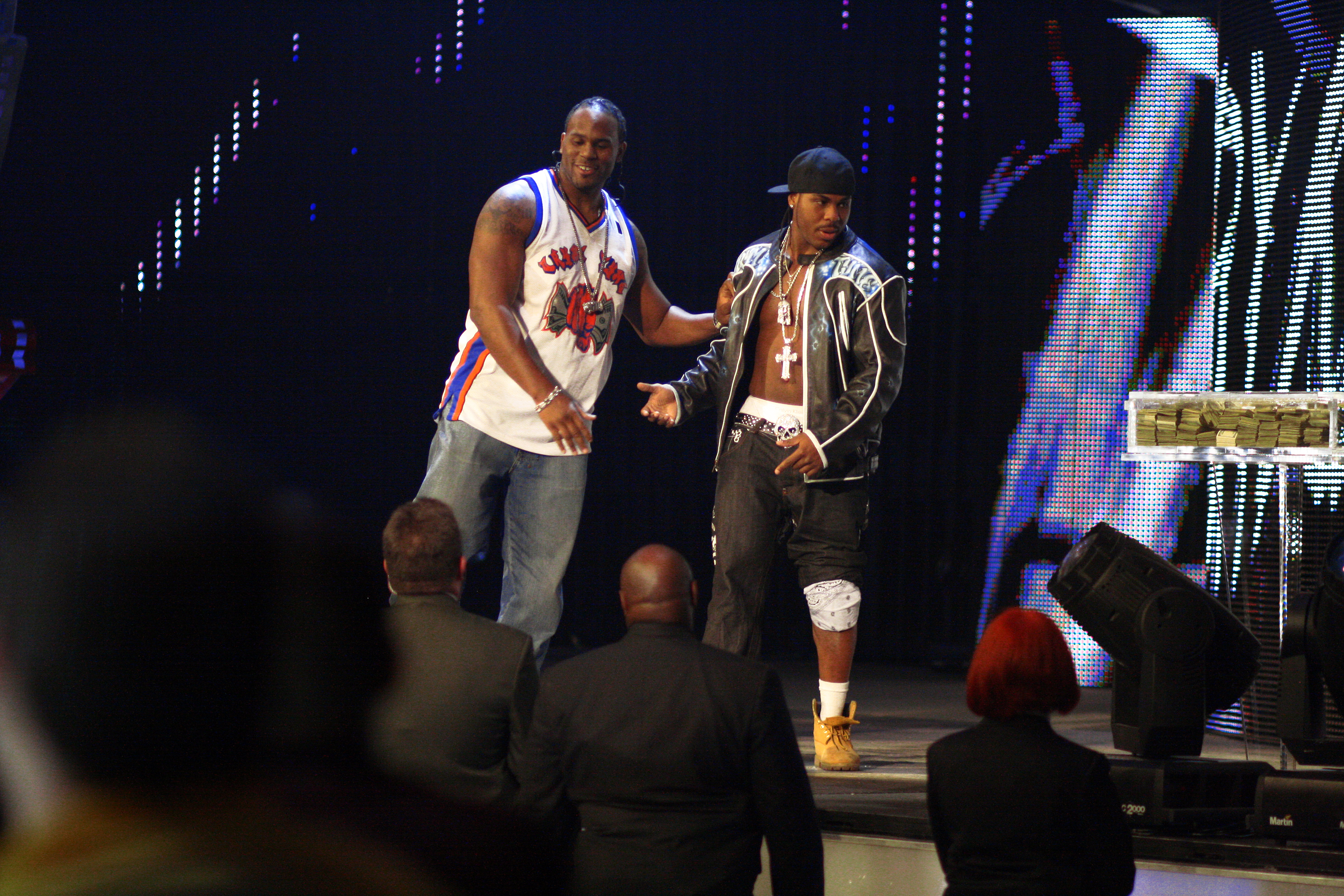
كرايم تايم سنة 2008.

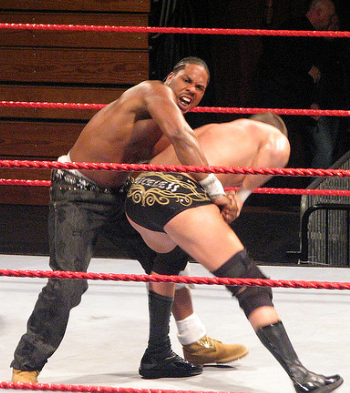
جاي تي جي يصارع تيد ديبياسي.

### المنافسة الفردية

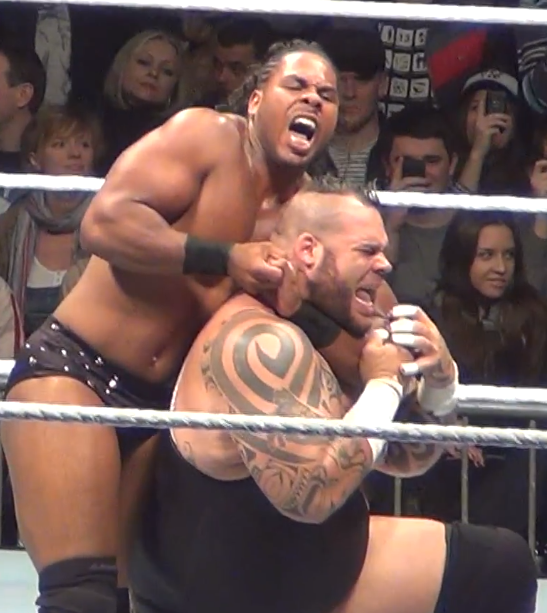
جاي تي جي يصارع برودس كلاس سنة 2012.

أصبح جاي تي جي بمفرده وعضوا في عرض NXT ودخل في عدأ مع وليام ريغل ولكنه خسر ذلك العدأ، وبعدها دخل في عدأ مع تلميذ المصارع فلاديمر كوزلوف كونر أو براين بعد أن قام كونر أو براين بتثبيت جاي تي جي في مباراة عادية وقام جاي تي جي بالهجوم على كونر حتى أتى فلاديمر ليمنعه، وبعدها قام بالهجوم على يوشي تاتسو وقام مات سترايكر بإعلان أن جاي تي جي سيواجه يوشي تاتسو ولكنه خسر المبارة، وبعدها دخل في عدأ مع فلاديمر حيث قام فلاديمر بهزيمة جاي تي جي مرتان وبعدها حقق جاي تي جي أول فوز له منذ شهر عندما أتحد مع دايفد أوتانغا ومايكل مجيليكاتي وهزمو ذا أوسو وترينت باريتا , أنضم جاي تي جي بعدها إلى صديقته تامينا ودخل في عدأ مع ذا أوسو ولكنه خسر ل جاي أوسو، 

و بعدها ضهر جاي تي جي في شكل جديد وفاز على يوشي تاتسو في أن أكس تي وكان فوزه الأول والوحيد سنة 2012 وبعدها بقي يخسر المباريات وقد خسر ضد سانتينو ماريلا , وقد أنتهى عقده من الدبليو دبليو أي في يوم 12 يونيو 2014.

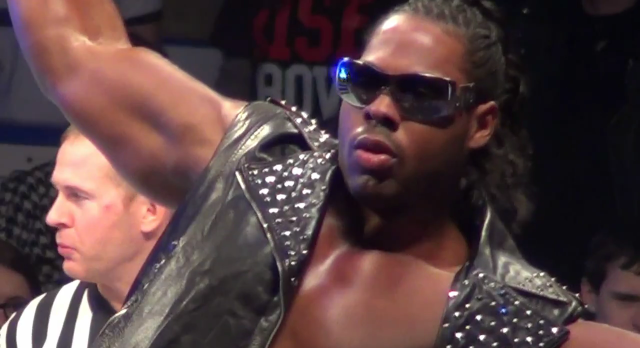
جاي تي جي في موسكو 2012.

## العودة إلى الدائرة المستقلة
في يونيو 2014 عاد أصبح جاي تي جي فريقا مع زميله السابق شاد جاسبارد وقد صارعا تحت اسم كرايم تايم مرة أخرى كما كانا منذ عام 2006.

## روابط خارجية
- جاي تي جي على موقع IMDb (الإنجليزية)
- جاي تي جي على موقع قاعدة بيانات الفيلم (الإنجليزية)
- جاي تي جي على موقع دبليو دبليو إي (الإنجليزية)
- جاي تي جي على موقع CageMatch worker (الإنجليزية)
- جاي تي جي على موقع قاعدة بيانات المصارعة على الإنترنت (الإنجليزية)
- جاي تي جي على موقع عالم المصارعة على الإنترنت (الإنجليزية)
- جاي تي جي على موقع عالم المصارعة على الإنترنت (الإنجليزية)